# Васильки (Миргородський район)
Васильки́ — село в Україні, у Лохвицькій міській громаді Миргородського району Полтавської області. Населення становить 383 осіб. Входить до складу Лохвицької міської громади.

## Географія
Село Васильки знаходиться на правому березі річки Сула, вище за течією на відстані 4 км розташоване село Гаївщина, нижче за течією на відстані 2 км розташоване село Христанівка, на протилежному березі — село Хрулі. Річка в цьому місці звивиста, утворює лимани, стариці та заболочені озера.

## Історія

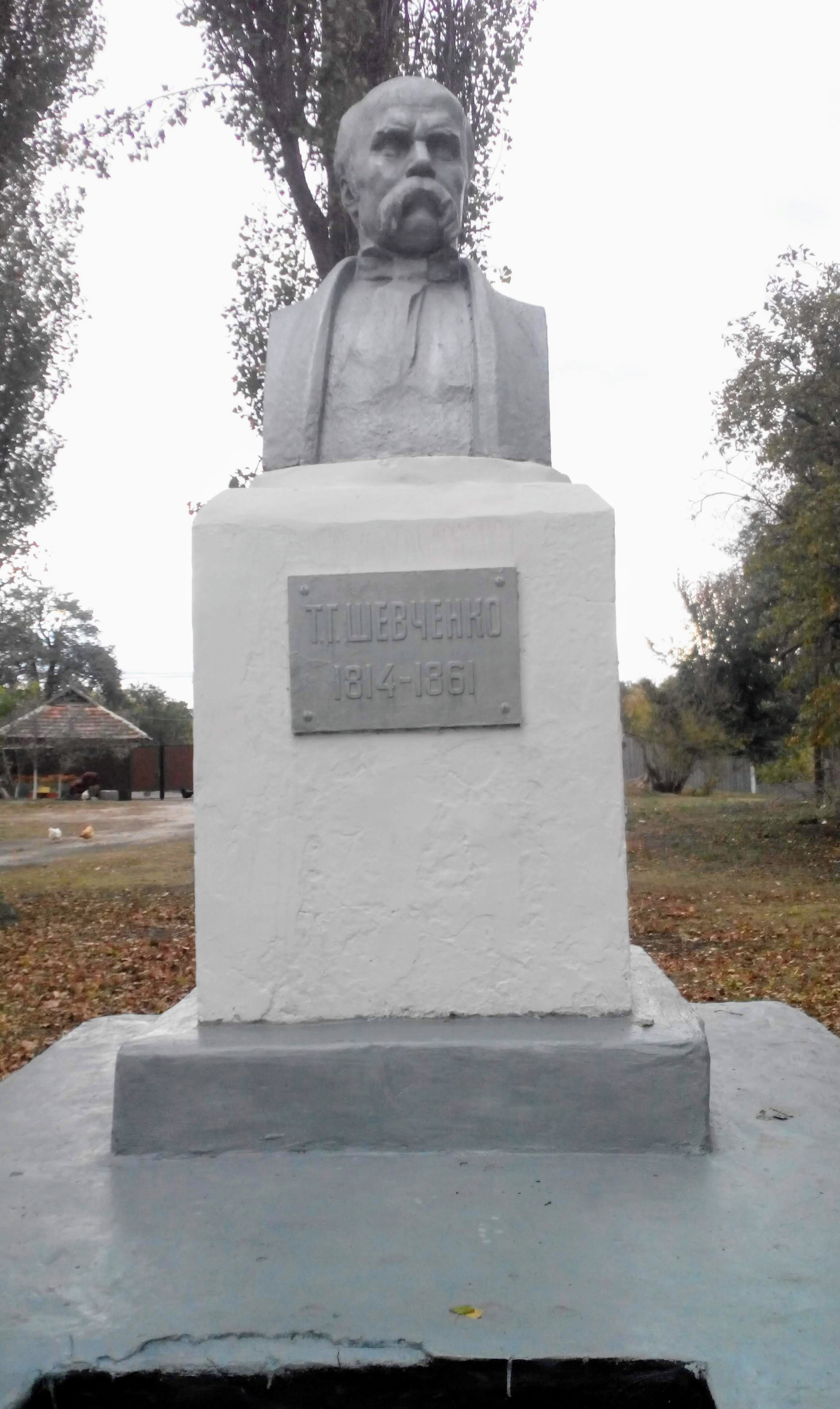
Пам'ятник-бюст Т. Г. Шевченку, с. Васильки

Васильки входили до складу Сенчанської сотні Лубенського полку.
На 1666 рік у Васильках 7 господарів орали на 4 волах.
Щонайменше у 1728 році у селі була Благовіщенська церква, священиком якою був Антоній Пештич, який 1 жовтня 1728 року засвідчив своїм підписом купчу угоду між бодаквянським поповичем Прокопієм Филиповичем та ігуменом Свято-Михайлівського Золотоверхого монастиря Олексієм Петринею.
У 1726 році Васильки налічували 4 двори, а у 1729—1731 роках вже 7 дворів. Цими дворами володів колишній Лохвицький сотник Степан Пештич.
На 1732 рік в реєстрі Сенчанської сотні Лубенського полку було записано 39 козаків з Васильків. Священиком Благовіщенської церкви був Антоній Пештич.
У 1765 році у Васильках збудовано Благовіщенську церкву.
За даними на 1859 рік Васильки були власницьким та козацьким селом, у селі було 132 двори, жіноче населення становило 399 особи, а чоловіче 397 особи. В селі була одна православна церква Благовіщення.

Благовіщенську церкву було реконструйовано у 1910 році та освячено на честь Різдва Пресвятої Богородиці.
За переписом населення 12 січня 1989 року населення Васильків становило 498 осіб: 211 чоловічої та 287 жіночої статі.

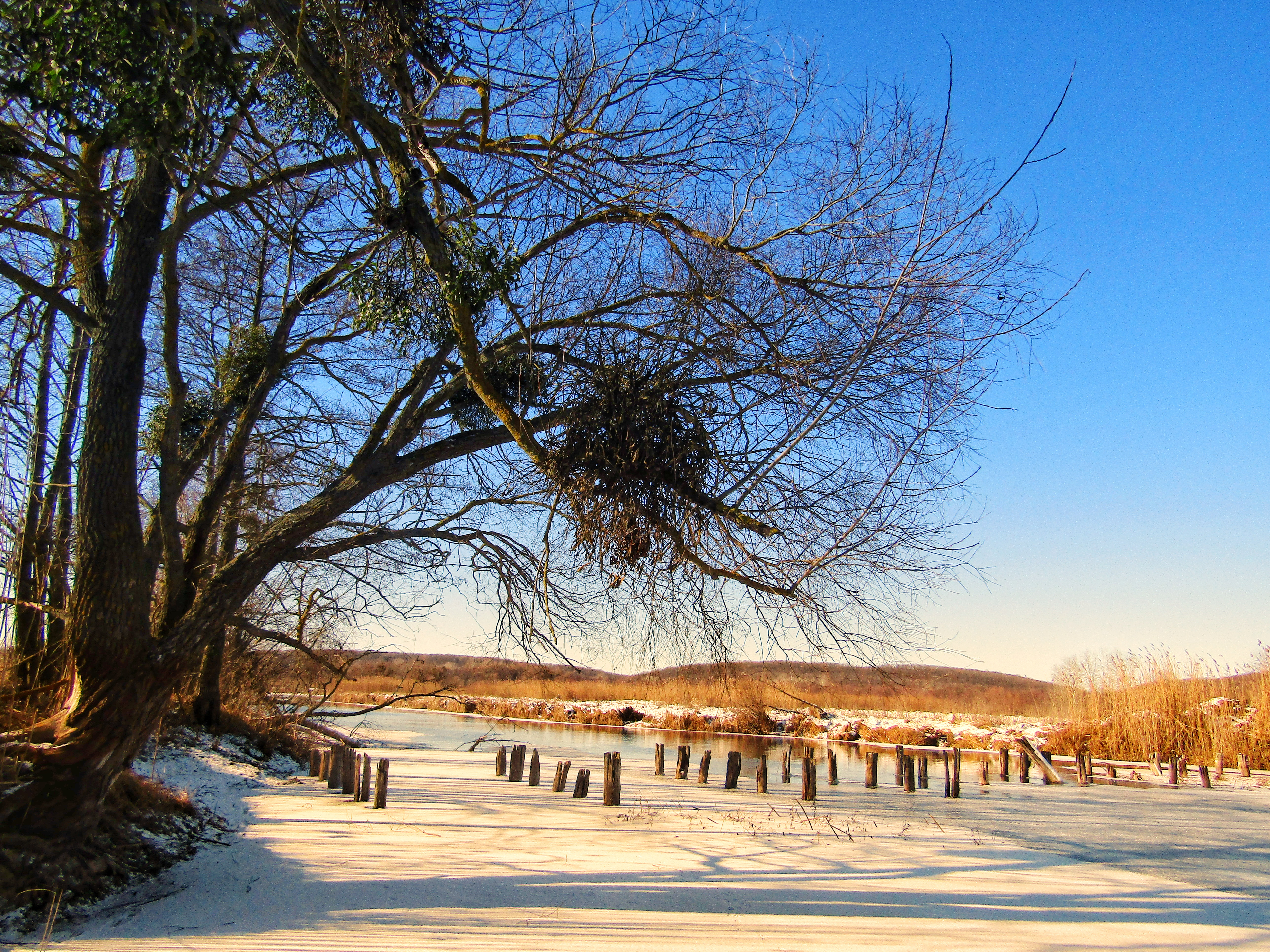
Залишки мосту через Сулу між Хрулями та Васильками (лютий 2020 р.)

Між Васильками та Хрулями, що знаходяться на протилежному березі Сули, ще кілька десятиліть тому був дерев'яний міст. Після руйнування моста через Сулу шлях до Хрулів через Лохвицю, Млини та Заводське становить близько 25 кілометрів.
До 2017 року орган місцевого самоврядування — Васильківська сільська рада.
12 червня 2020 року, відповідно до розпорядження Кабінету Міністрів України № 721-р «Про визначення адміністративних центрів та затвердження територій територіальних громад Полтавської області», село увійшло до складу Лохвицької міської громади.
19 липня 2020 року, в результаті адміністративно - територіальної реформи та ліквідації Лохвицького району, село увійшло до складу новоутвореного Миргородського району Полтавської області.

## Економіка
- Молочно-товарна ферма.

## Об'єкти соціальної сфери
- Школа І-ІІ ст.
- Церква Різдва Богородиці

## Відомі люди
- Прокопенко Іван Федорович (*10 червня 1936) — економіст, педагог.
- Рак Анастасія Трохимівна (*1922— †15 січня 2014) — народна художниця.